# Waterways/Yawning Sons
Waterways/Yawning Sons is een splitalbum van de bands WaterWays en Yawning Sons.

## Tracklist
| Nr.   | Band         | Titel             | Duur |
| ----- | ------------ | ----------------- | ---- |
| A I   | Yawning Sons | Garden Sessions I | 5:25 |
| AA I  | Waterways    | Bows And Arrows   | 1:54 |
| AA II | Waterways    | Memorial Paterns  | 4:06 |

## Bandleden

### Yawning Sons
- Gary Arce - gitaar
- Matlon King - gitaar
- Nick Hannon - basgitaar
- Stevie B - drums
- Blake - textures

### Waterways
- Gary Arce - gitaar
- Mario Lalli - basgitaar
- Tony Tornay - drums

## Overige medewerker
- Olive Lalli - Gastzangeres op 'Memorial Patterns'